# Akbarschoh Iskandarow
Akbarschoh Iskandarow (tadschikisch Акбаршоҳ Искандаров; russisch Акбаршо Искандаров Akbarscho Iskandarow, englisch Akbarsho Iskandarov; * 1. August 1951 in Kewron, Tadschikische SSR) ist ein tadschikischer Politiker und ehemaliger Präsident des Landes. Iskandarow war eine der prägenden Figuren im Tadschikischen Bürgerkrieg von 1992 bis 1997.

## Werdegang
Von 1970 bis 1980 arbeitete Iskandarow als leitender Landvermessungsingenieur und Ökonom bei der Landwirtschaftsverwaltung der heutigen Provinz Darvoz (Teil der Autonomen Gebiets Berg-Badachschan) im Süden Tadschikistans. 1986 übernahm er das Amt des ersten stellvertretenden Vorsitzenden des Exekutivkomitees im Bezirk Ischkoschim. Zwischen 1987 und 1990 fungierte Iskandarow als erster Sekretär der Kommunistischen Partei Tadschikistans in der Provinz Wansch.
Vor der tadschikischen Unabhängigkeit im Jahre 1991 war Akbarschoh Iskandarow oberster Sowjet der Autonomen Oblast Berg-Badachschan, einer autonomen Region im Osten der damaligen Tadschikischen Sozialistischen Sowjetrepublik, die auch nach der tadschikischen Unabhängigkeit noch einen Autonomiestatus hat. Nach der Unabhängigkeit wurde am 24. Oktober 1991 Rahmon Nabijew, ein bekannter Politiker aus der Sowjet-Ära zum Präsidenten gewählt. Am 5. Mai 1992 brach der Tadschikische Bürgerkrieg aus, bei dem sich mehrere Gruppierungen zur Vereinigten Tadschikischen Opposition (VTO) zusammenschlossen, um den Präsidenten zu stürzen. Zu dieser Koalition gehörte auch die Autonomiebewegung Berg-Badachschan, deren Anführer Iskandarow war.
Am 11. Mai konnte eine Übergangsregierung gebildet werden, in die die Opposition eingebunden wurde, Iskandarow wurde dabei Parlamentspräsident. Die Regierung konnte den entstehenden Bürgerkrieg aber nicht frühzeitig beenden, sondern führte zu Machtkämpfen verschiedener Interessengruppen mit teils lokaler und teils religiöser Motivation. Am 11. August setzte das Parlament nach heftigen Kämpfen Nabijew ab und wählte Iskandarow zum neuen Präsidenten. Trotzdem blieb Nabijew vorerst im Amt und einigte sich mit den GUS-Staaten auf die Stationierung einer Friedenstruppe im Land. Nachdem der Konflikt im Süden des Landes weiter eskalierte, wurde Nabijew von der Opposition zum Rücktritt gezwungen und Iskandarow am 7. September 1992 Präsident Tadschikistans. In dieser Funktion bemühte sich Iskandarow um eine Schlichtung des Konflikts. Er protestierte bei der russischen Regierung gegen die Entsendung von Truppen nach Tadschikistan, unterrichtete die UN von der Verschärfung des Konflikts im Süden des Landes und bat um internationale Unterstützung, sowohl bei der UN als bei der GUS. Als Ministerpräsident ernannte er Abdumalik Abdullodschanow, der aus dem Norden des Landes stammt, was als Zugeständnis Iskandarows an die nördlichen Clans gewertet wurde. Außerdem richtete er einen Staatsrat ein, dessen Ziel die Beilegung des Konfliktes war.
Am 8. Oktober endete ein Besuch von Regierungsvertretern mehrerer GUS-Staaten in Tadschikistan mit der Einigung auf die Entsendung einer Friedenstruppe. Am 24. Oktober versuchten bewaffnete Kräfte um Safarali Kendshajew, Präsident Iskandarow zu stürzen. Es kam zu heftigen Auseinandersetzungen zwischen Iskandarows und Kendshajews Truppen, die in der Vereinbarung eines Waffenstillstandes und einer Sondersitzung des Parlaments endeten. Am 10. November trat die Regierung um den Präsidenten Iskandarow nach einem Ultimatum der Opposition zurück. Der Staatsrat wurde aufgelöst, und alle Truppen Iskandarows wurden entwaffnet. Emomalij Rahmon wurde am 19. November 1992 zum neuen Staatsoberhaupt ernannt und ist dies bis heute.